# Willy Vanden Berghen
Willy Vanden Berghen   (Vilvoorde, 3 de juliol de 1939 - 30 de març de 2022) va ser un ciclista belga que fou professional entre 1960 i 1966. Durant la seva carrera professional aconseguí 12 victòries, entre les quals destaca una etapa al Tour de França de 1960.
Com a amateur aconseguí notables èxits, sobresortint per damunt de tots la medalla de bronze als Jocs Olímpics de Roma, el 1960.

## Palmarès
- 1958
  - 1r a la Fletxa del sud
- 1960
  -  Medalla de bronze als Jocs Olímpics de Roma
  - 1r a Braine-le-Comte
  - 1r a Marche-en-Famenne
  - 1r del Gran Premi de la Famenne
  - 1r del Premi d'Heist-op-den-Berg
- 1961
  - 1r a Buggenhout
  - 1r al Tour de Flandes oriental
- 1962
  - 1r al Gran Premi de Mònaco
  - 1r a Malines
  - 1r a la Woluwé - St Lambert
  - Vencedor d'una etapa al Tour de França
  - Vencedor d'una etapa a la París-Niça
- 1963
  - 1r a Tirlemont
  - 1r a Petegem-aan-de-Leie

### Resultats al Tour de França
- 1962. 34è de la classificació general. Vencedor d'una etapa